# Рембо: Остання кров
«Рембо: Остання кров» (англ. Rambo V: Last Blood) — гостросюжетний бойовик з Сільвестром Сталлоне в головній ролі, який є продовженням фільму «Рембо IV» і заключною частиною серії «Рембо». Сценарій був написаний Сталлоне у співавторстві з Меттью Сірюльніком («Амнезія», «Заплатити сповна»), а на посаду режисера призначений Адріан Грюнберг («Веселі канікули»). Фільм вироблений компаніями Millennium Films, Lionsgate і Campbell Grobman Films.
Основні знімальні роботи почалися 2 жовтня 2018 року і проходили по 4 грудня в Болгарії (Софія), Іспанії (Канарський острів Тенерифе), а також частково у Великій Британії (Лондон). Вихід фільму на екрани відбувся у вересні 2019 року, через одинадцять років після прем'єри четвертої стрічки: кінотеатральним прокатом на території США займалась компанія Lionsgate.

## Сюжет
Через роки після переїзду в Аризону ветеран війни Джон Рембо намагається вести спокійне і осмислене життя на ранчо свого батька, займаючись навчанням коней, проте повністю оговтатися від важкого минулого йому не вдається — він страждає від посттравматичного стресового розладу, внаслідок чого вільний час проводить у барі. Незважаючи на закритий спосіб життя, протягом довгих років Рембо підтримував зв'язок з близькою подругою Марією, яка, пропрацювавши на ранчо все життя, допомагає йому з доглядом за будинком. Також Рембо зріднився з її дочкою — Габріель, яка росла на його очах і про яку він дбав у відсутності батька дівчини.
У найнесподіваніший момент Габріель повідомляє Рембо про те, що її подруга, яка жила в Мексиці, знайшла батька Габріель. Рембо не дозволяє дівчині поїхати до Мексики. Але на завтрашній день вона все ж таки їде до Мексики. Коли вона прийшла до свого батька він її прогнав. У розпачі вона пішла до нічного клубу. Але її звідти викрадають. Через те, що Габріель пропала безвісти після того, як вирушила до Мексики, зневірившись, Марія просить Рембо про допомогу, і він вирішує перетнути американо-мексиканський кордон, щоб знайти дівчину. По прибуттю він об'єднується з журналісткою, зведена сестра якої також зникла, і стикається з жорстоким злочинним синдикатом, що займаються сексуальним рабством і торгівлею людьми. Використовуючи весь свій досвід та вміння, Рембо має намір зупинити лідерів організації і покласти кінець її  діяльності.

## У ролях
- Сільвестер Сталлоне — Джон Рембо
- Серхіо Періс-Менчета[en] — Хьюго Мартінес
- Пас Вега — Кармен Дельгадо
- Адріана Барраса — Марія
- Іветт Монреаль — Габріель
- Оскар Хаенада — Віктор Мартінес
- Хоакін Косіо[en]
- Шейла Шах — Алехандра[8]
- Діана Бермудес — Хуаніта
- Марко де ла О — Мігель
- Джессіка Медсен —
- Нік Віттман —
- Мануель Уріса — Серхіо
- Аарон Коен[en] — капітан поліції штату

## Створення

### Задум і знімальна група
П'ятий фільм серії «Рембо» знаходився в розробці з 2008 року, і за цей час Сільвестр Сталлоне навіть планував взяти за основу сюжету науково-фантастичний роман Джеймса Байрона Хаггінса «Мисливець», який розповів би про протистояння Джона Рембо з напів-людською істотою в районі Полярного кола. Однак продовження було остаточно анонсовано під іншим сюжетом лише через 10 років — у травні 2018 року. Також повідомлялося, що Сталлоне планував не тільки повернутися в якості сценариста і виконавця головної ролі, але і знов виступити режисером після успішної роботи над четвертою стрічкою. В кінцевому підсумку було оголошено, що режисерські функції виконає інший постановник, а Сталлоне, як і в перших трьох фільмах, зосередиться на головній ролі і сценарії, написаному спільно з Меттью Сирюльником — співавтором кримінального серіалу «Амнезія», який також працював над сценаріями кримінальної драми «Заплатити сповна» і комп'ютерної гри True Crime: New York City. У серпні на посаду режисера був призначений Адріан Грюнберг, вже мав до того моменту достатній досвід роботи у військових і кримінальних фільмах з акторами першої величини — перед тим, як зняти бойовик «Веселі канікули» з Мелом Гібсоном в головній ролі, він довгий час був помічником режисера в таких фільмах, як «Трафік» з Бенісіо дель Торо, «Відшкодування збитків» з Арнольдом Шварценеггером, «Гнів» з Дензелом Вашингтоном і «Морпіхи» з Джейком Джилленголом. Команда продюсерів сформувалася з людей, з якими Сталлоне працював над четвертою стрічкою і серією «Нестримні»: Кевін Кінг Темплтон і Ліс Уелдон виступають основними продюсерами, а Аві Лернер, Тревор Шорт і Боаз Девідсон — в якості виконавчих. Брендан Гелвін, який співпрацював зі Сталлоне над бойовиком «План втечі», був призначений на посаду оператора.

### Акторський склад
У серпні 2018 року стало відомо про те, що робота по підбору акторів для фільму йде повним ходом і деякі з них вже прослуховуються на ключові ролі. Тоді ж Сільвестр Сталлоне почав активну фізичну підготовку для повернення до ролі Джона Рембо. У вересні з'ясувалося, що номінантка премій «Оскар» і «Золотий глобус» Адріана Барраса зіграє героїню по імені Марія — господиню ранчо, на якому живе Рембо, і його близьку подругу, яка зіткнулася з викраденням дочки в Мексиці. У жовтні було оголошено, що іспанська актриса Пас Вега виконає головну жіночу роль — журналістку і колишню військову Кармен Дельгадо, яка об'єдналася з Рембо для пошуку викраденої зведеної сестри Габріель, яку зіграє Іветт Монреаль. У тому ж місяці до акторського складу приєдналися Оскар Хаенада, Хоакін Косіо, а також Серхіо Періс-Менчета, затверджений на роль центрального антагоніста — Хьюго Мартінеса, лідера злочинного синдикату. 
| |  |  |  |  |
| Основний акторський склад фільму: Сільвестр Сталлоне, Серхіо Періс-Менчета, Пас Вега, Адріана Барраса і Оскар Хаенада |  |  |  |  |

### Зйомки
У травні 2018 року було оголошено, що зйомки фільму почнуться у вересні і пройдуть у Болгарії, Великій Британії (Лондон) та Іспанії на Канарських островах. У кінці серпня і початку вересня стало відомо, що перші знімальні роботи почнуться 17 вересня в Софії на студії Nu Boyana Film Studios, яку Сильвестр Сталлоне і Аві Лернер раніше використовували для зйомок фільмів «Нестримні 2» і «Нестримні 3». При цьому було повідомлено, що основні зйомки почнуться в кінці місяця, коли Сталлоне прибуде на знімальний майданчик, після чого виробництво переміститься в Лондон і на острів Тенеріфе. 2 жовтня Сталлоне опублікував у соціальних мережах перші дві фотографії зі знімального майданчика в Болгарії, оголосивши про початок зйомок фільму, які тривали до 4 грудня.

## Рекламна кампанія
У травні 2018 року для залучення інвесторів, прокату і продажу прокатних прав на кіноринку Каннського кінофестивалю був представлений перший тизер-постер.